# Ulica Kijowska w Katowicach
Ulica Kijowska w Katowicach − jedna z ulic w katowickiej dzielnicy Panewniki. Łączy Nowe Panewniki z Kokocińcem. Rozpoczyna swój bieg w Panewnikach, przy skrzyżowaniu z ul. Panewnicką i ul. Medyków. Następnie krzyżuje się m.in. z ulicami Braci Wieczorków i Stanisława Hadyny.

## Opis
Droga, biegnąca śladem dzisiejszej ul. Kijowskiej, istniała już w XIX wieku jako jeden ze szlaków do huty "Ida". Do początków XX wieku droga ta nosiła nazwę Huty "Idy" (dzisiejsze ul. Kijowska i ul. Upadowa), a w czasie II wojny światowej Szczeponik Straße. W latach siedemdziesiątych XX wieku w rejonie ul. Kijowskiej, ul. Zielonej, ul. J. Wybickiego i ul. Kruczej wzniesiono osiedle Kokociniec, dla pracowników kopalni „Śląsk” w Rudzie Śląskiej. Między 1980 a 1982 pomiędzy ul. Kruczą i ul. Kijowską wybudowano siedem wieżowców o dziesięciu kondygnacjach.
Pod ul. Kijowską, od strony Kalwarii Panewnickiej przepływa rzeka Kłodnica.
Pomiędzy ul. Kijowską a ul. Stanisława Hadyny zlokalizowany jest cenny obszar przyrodniczy – dolina potoku Kokociniec z zachowanymi płatami lasu i zarośli olchowo-wierzbowych.
Przy ulicy Kijowskiej znajdują się następujące historyczne obiekty:
- cztery tradycyjne domy mieszkalne (ul. Kijowska 1, 3, 5, 7);
- dom mieszkalno-usługowy (ul. Kijowska 9/11);
- willa w ogrodzie (ul. Kijowska 13), wybudowana w pierwszej ćwierci XX wieku w stylu modernistycznym;
- budynki mieszkalne dawnej huty "Ida" (ul. Kijowska 37, 37a, 39), obecnie siedziba Nadleśnictwa Katowice;
- budynek mieszkalny (ul. Kijowska 79), wzniesiony na przełomie lat dwudziestych i trzydziestych XX wieku, w jego elewacji zachowały się elementy historyzmu;
- budynki o cechach historyzmu ceglanego prostego (ul. Kijowska 91, 93, 95), pochodzące z początku XX wieku.

Droga posiada długość 1254 m i powierzchnię 9969 m². Ulicą kursują linie autobusowe ZTM. Planowane jest przedłużenie drogi na północ.
Przy ulicy Kijowskiej swoją siedzibę mają: firmy handlowo-usługowe, niepubliczny zakład opieki zdrowotnej, wspólnoty mieszkaniowe.